# Blang Awe (Madat)
Blang Awe is een bestuurslaag in het regentschap Aceh Timur van de provincie Atjeh, Indonesië. Blang Awe telt 1087 inwoners (volkstelling 2010).